# Habronattus encantadas
Habronattus encantadas är en spindelart som beskrevs av Griswold 1987. Habronattus encantadas ingår i släktet Habronattus och familjen hoppspindlar. Inga underarter finns listade i Catalogue of Life.